# Sclerasterias mazophora
Sclerasterias mazophora is een zeester uit de familie Asteriidae.
De wetenschappelijke naam van de soort werd in 1891 gepubliceerd door James Wood-Mason & Alfred William Alcock.